# マイケル・サタ
マイケル・チルフヤ・サタ（英語: Michael Chilufya Sata, 1937年7月6日 - 2014年10月28日）は、ザンビアの政治家。同国の第5代大統領（在任：2011年9月23日 - 2014年10月28日）。現在の与党である愛国戦線(PF)の創設者にして党首だった。信教はローマ・カトリックである。
旧イギリス保護領北ローデシアのムピカ出身。1963年に政界に入り、1985年に統一民族独立党(UNIP)に入党。ザンビアで複数政党制が認められた1991年からは複数政党制民主主義運動(MMD)に所属。2001年、サタはフレデリック・チルバ大統領の後継候補にレヴィー・ムワナワサ副大統領が推されたことに反発しMMDを離れ、新たにPFを結党した。
2001年に実施された大統領選挙・国民議会選挙においてPFは大敗し、ただ1議席のみしか得られなかった。
5年後の2006年の選挙では現職のムワナワサ大統領に得票率29%対43%で敗れた。選挙期間中、サタは、中国資本を国内から追い出すことを公約し「日本の方が我が国に貢献している」と発言している。
2008年、ムワナワサの死去により臨時に実施された大統領選挙では、大統領代行のルピヤ・バンダに38%対40%で敗北した。
2011年9月、サタにとって4度目の大統領選挙では得票率43%対36%でバンダに勝利。PFは結党以来初めて与党となり、同時に20年間続いたMMD政権は終わりを迎えた。サタはその舌鋒の鋭さから「キングコブラ」の異名を持ち、以前から銅の採掘を求めて国内に進出してくる中国企業を厳しく批判していたが、2011年の選挙期間中は主張を抑え気味にしていた。大統領の就任後は、駐ザンビア中国大使の周欲暁と会談し、「中国からの投資は歓迎するが、中国企業はザンビア国内の法を遵守し、両国にとっての利益としなければならない」と伝えた。
2012年10月に日本を訪問し、野田佳彦首相と会談、2013年4月には中国を訪問し習近平国家主席と会談した。
2014年10月28日、サタは病気治療中のロンドンのキング・エドワード7世病院で死去した。77歳没。サタの死後は白人のガイ・スコット副大統領が暫定大統領に就任した。それから3ヵ月後の2015年1月に実施された大統領選挙ではPFのエドガー・ルングが当選した。
サタの息子のムレンガ・サタ(Mulenga Sata)も政治家であり、ザンビアの首都のルサカの市長を務めている。